# Goliardischer Orden

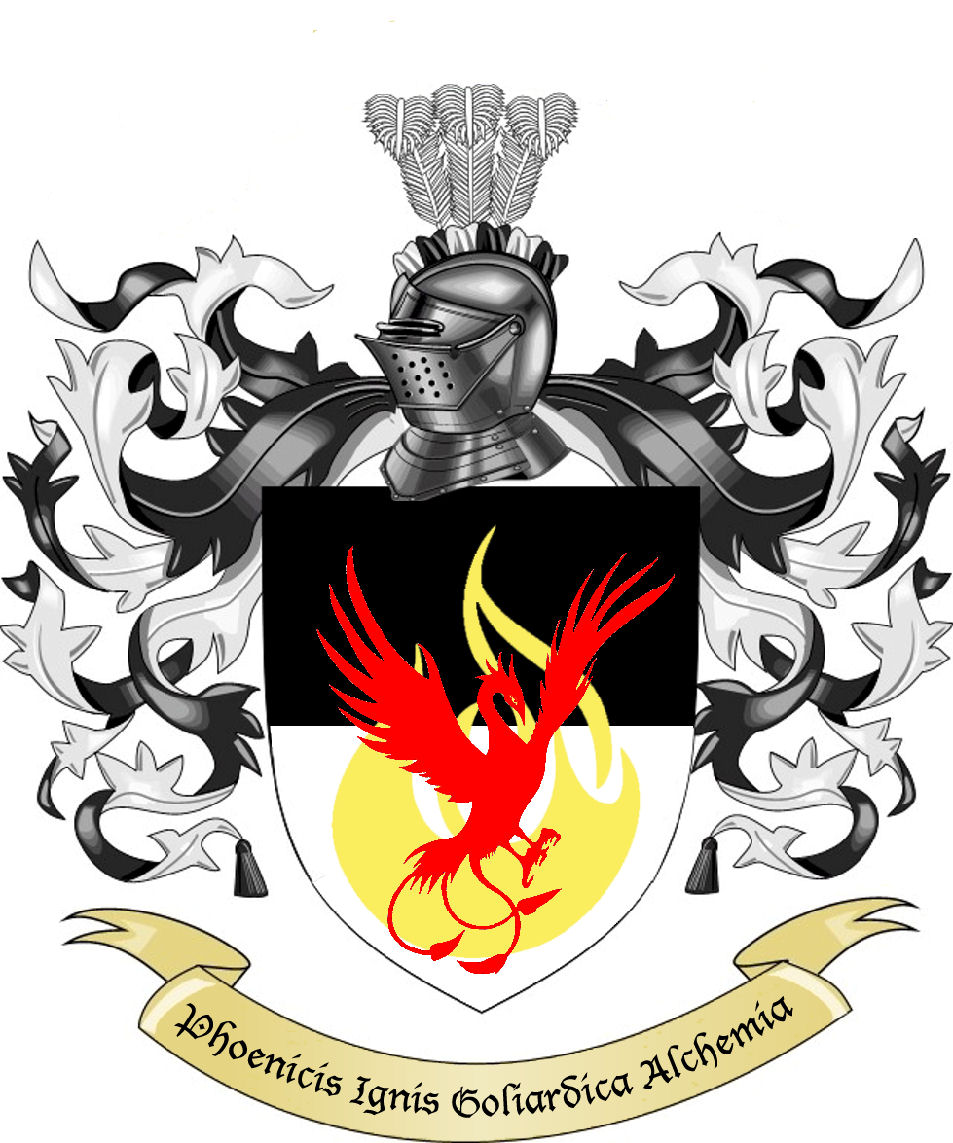
Wappen des Ordens Phoenicis Ignis Goliardica Alchemia in Ferrara

Ein goliardischer Orden (italienisch: ordine goliardico) ist eine studentische Traditionsvereinigung in Italien, die in gewisser Weise den im deutschsprachigen Raum verbreiteten Studentenverbindungen entspricht. Es gibt zurzeit (Stand 2002) etwa 80 Vereinigungen dieser Art in allen Teilen des Landes in etwa 25 Universitätsstädten, vorwiegend jedoch in Nord- und Mittelitalien (Bologna, Modena, Padua, Florenz, Turin, Triest). In letzter Zeit strahlt die Bewegung auch in die italienischsprachigen Teile der Schweiz (Tessin und Graubünden) aus.
Die Erscheinung des studentischen Verbindungswesens insgesamt wird in Italien auch mit dem Abstraktwort goliardia benannt.
Die goliardischen Orden haben sowohl männliche als auch weibliche Mitglieder.

## Geschichte
Während die Bewegung ihren Ursprung im Jahre 1888 in Bologna anlässlich der 800-Jahr-Feier der dortigen Universität genommen hat, sind doch die meisten der heute bestehenden Orden zwischen 1946 und 1950 entstanden.

## Organisation
In der Regel gibt es an den Universitätsorten einen Dachorden (ordine sovrano), der etwa zehn einzelne Orden (ordini vassalli) am Ort oder in unmittelbarer Nähe unter sich vereinigt.
Der Vorsitzende eines Ordens trägt einen Titel wie Pontefice („Pontifex“), Conte („Graf“) oder Gran Maestro („Großmeister“). Ihm stehen Stellvertreter, Schatz- und Zeremonienmeister zur Seite.
Eine organisatorische Einbeziehung der ehemaligen Studenten (vecchi, deutsch: „die Alten“) gibt es bei den goliardischen Orden nicht, obwohl vereinzelt auch Ehemalige an Veranstaltungen teilnehmen.
Eine Ausnahme bildet der Sovrano Ordine dei Clerici Vagantes, der im Jahre 1962 als überregionale Organisation mit lebenslanger Mitgliedschaft gegründet wurde.